# Федеровский, Михаил Адольфович
Михаил Адольфович Федеровский (1 сентября 1853, Варшава — 10 июня 1923, Варшава) — белорусский и польский фольклорист, этнограф, археолог.

## Биография
Родился в семье варшавского мещанина, кашуба по происхождению, женатого на польке Элеоноре Гансович. В 1877 году, после выхода в отставку с военной службы, переехал в своё имение в Пружанском повете, где прожил 27 лет.
Собирал книги, произведения живописи и графики, исторические, фольклорно-этнографические материалы, вел археологические раскопки в Пружанском, Волковысском и других поветах Гродненской губернии. Собрал около 1,5 тыс. белорусских песенных и танцевальных мелодий, 5 тыс. народных песен, около 10 тыс. пословиц, сотни сказок, загадок и других произведений, которые были изданы в его восьмитомном труде «Lud białoruski».